# Galería Novart
Galería Novart fue una galería de Arte Contemporáneo de Madrid, fundada por Antonio Blanco Carril. Emplazada en el n.º 46 de la Calle Monte Esquinza, fue miembro de la Asociación Profesional de Galerías de Arte.
En el transcurso de varias décadas, en sus salas han expuesto sus obras artistas de gran renombre en el panorama nacional : Pedro Garhel, Álvaro Perdigão, Modesto Ciruelos, Luis Fraile, Manuel Navarro Fuerte, Ángel Guache, Rufo Criado, Zingraff, Mercedes Gómez Pablos, Jesús Coyto, Rafael Navarro, Ángel Busca, Fandos, Boris Mardesic, Manuel Fuertes, Kaydeda, Laxeiro, López Soldado, Beatriz Guttmann, Leopoldo del Brío Trimiño, etc.  
Es reseñable la protesta a la que se unió en 1986 para criticar la gestión de la Feria ARCO ( siendo directora Juana de Aizpuru, también galerista ), haciendo público un comunicado de no participación junto a otras 23 galerías, denunciando un conflicto de intereses.
Tras el fallecimiento de Antonio, fue su hermano quien continuó con la actividad de la galería, reabriendo en 1993 y dedicándole un homenaje póstumo con una gran exposición colectiva.

## Muestra Internacional de las Artes Plásticas en el Tango
Destacable fue la organización, a comienzos de 1995, de la Muestra Internacional de las Artes Plásticas en el Tango, en la que reconocidos artistas, nacionales y extranjeros, todos con obras inéditas expresamente creadas para la ocasión, dieron su visión de esta creación musical. Entre otros, participaron Rafael Alberti, que conoció a Gardel en Sevilla y acudieron juntos a un partido de fútbol, según cuenta el poeta en La arboleda perdida. Estuvieron también Eduardo Arroyo, Preccia, Canevaro, Celedorio Perellón, Santos Pastrana, Julia Hidalgo y Carlos Killian.